# Гайрбеков, Муслим Гайрбекович
Мусли́м Гайрбе́кович Гайрбе́ков (декабрь 1913, Валерик, Терская область — 20 июня 1971, Грозный) — чеченский советский общественный и государственный деятель, депутат Верховного Совета СССР 5—8 созывов, председатель Организационного комитета Президиума Верховного Совета РСФСР по восстановлению Чечено-Ингушской АССР (9.1.1957 — 15.4.1958), председатель Совета министров Чечено-Ингушской АССР (16.4.1958 — 20.6.1971).

## Биография
Родился в декабре 1913 года в селе Валерик (ныне в Ачхой-Мартановском районе Чеченской Республики). В восемь лет стал полусиротой. В родном селе не было школы, поэтому учился в соседнем Серноводске. Чтобы обувь не изнашивалась шёл босиком и обувался лишь дойдя до школы.
На рабфак принимали с пятнадцати лет, поэтому он приписал себе два года. По официальным документам он родился в 1911 году. Был лучшим учеником, поэтому сразу после окончания рабфака в 1929 году его оставили в нём преподавателем и директором.
В 1940 году был назначен наркомом просвещения республики и заместителем председателя Совнаркома ЧИАССР. Он добился, чтобы в республику направляли русских учителей. В вузы республики стали набирать первых студентов из числа чеченцев и ингушей. Наиболее способных стали посылать в столичные вузы. Его усилиями был проведён набор в первую чечено-ингушскую театральную студию для обучения в ГИТИСе.
К началу Великой Отечественной войны занимал пост заместителя Председателя Совета Народных комиссаров Чечено-Ингушской АССР. Гайрбеков подал заявление с просьбой направить его на фронт добровольцем. Его назначили комиссаром создаваемой 114-й Чечено-Ингушской кавалерийской дивизии. Однако затем он был отозван на должность секретаря обкома по пропаганде и агитации. В 1942—1944 годах был слушателем Высшей партийной школы.

### Депортация
Во время депортации чеченцев и ингушей в феврале 1944 года находился на учёбе в Москве. Узнав о депортации, он тут же пришёл на приём к Георгию Маленкову с вопросом о причинах такого решения. Маленков ответил: «Лично к Вам у нас претензий нет. Можете продолжать учёбу и жить с семьёй в Москве». Но Гайрбеков по собственной инициативе выехал в Среднюю Азию.
В Казахской ССР ему пришлось фактически заново подниматься по карьерной лестнице. Сначала работал инструктором Кустанайского обкома партии, затем заведующим орготделом Калининского райкома партии, инструктором отдела пропаганды и агитации ЦК КПСС Казахстана. При этом он не забывал о своих земляках и делал всё от него зависящее для облегчения их участи. Вокруг него сплотилась чечено-ингушская интеллигенция.

### Восстановление республики
Сразу после смерти Иосифа Сталина в 1953 году чеченцы и ингуши стали писать письма во все инстанции с просьбой рассмотреть вопрос о реабилитации и возвращении на историческую родину. Власть поначалу игнорировала эти обращения. Но обстановка постепенно менялась. В начале 1955 года было получено разрешение на выпуск газеты «Знамя труда» на чеченском языке. Через некоторое время начались радиопередачи на чеченском и ингушском языках.
В феврале 1956 года состоялся XX съезд КПСС на котором Н. С. Хрущёв выступил с докладом «О культе личности и его последствиях». 12 июня 1956 года первая чечено-ингушская делегация была принята в Кремле, через месяц был издан указ «О снятии ограничений по спецпоселению с чеченцев, ингушей». Руководство партии настаивало на воссоздании автономии на территории Казахстана. Однако из-за бескомпромиссной позиции национальной элиты было решено восстановить Чечено-Ингушскую Республику на исторической родине. Вскоре Гайрбеков и ряд других бывших руководителей Чечено-Ингушетии были вызваны в Москву для обсуждения вопроса о восстановлении автономии чеченцев и ингушей.
В последующие годы М. Гайрбеков посвятил себя восстановлению республики.
После возвращения в Чечено-Ингушетию Гайрбеков был назначен председателем комитета по восстановлению автономии. Надо было обеспечить работой и жильём триста тридцать тысяч человек, восстанавливать экономику, культуру, социальную сферу — фактически заново воссоздавать республику.
Процессу реабилитации мешало сопротивление сталинистов, оставшихся в структурах власти. Например, секретарь обкома Александр Яковлев заявлял, что восстановление государственности чеченцев и ингушей является политической ошибкой и пытался всячески противодействовать этому процессу. Гайрбеков добился его снятия с должности секретаря обкома.
16 апреля 1958 года, в соответствии с Постановлением I-й сессии Верховного Совета Чечено-Ингушской АССР I-го созыва, он был назначен Председателем Совета министров Чечено-Ингушской АССР и оставался на этой должности до самой своей смерти.

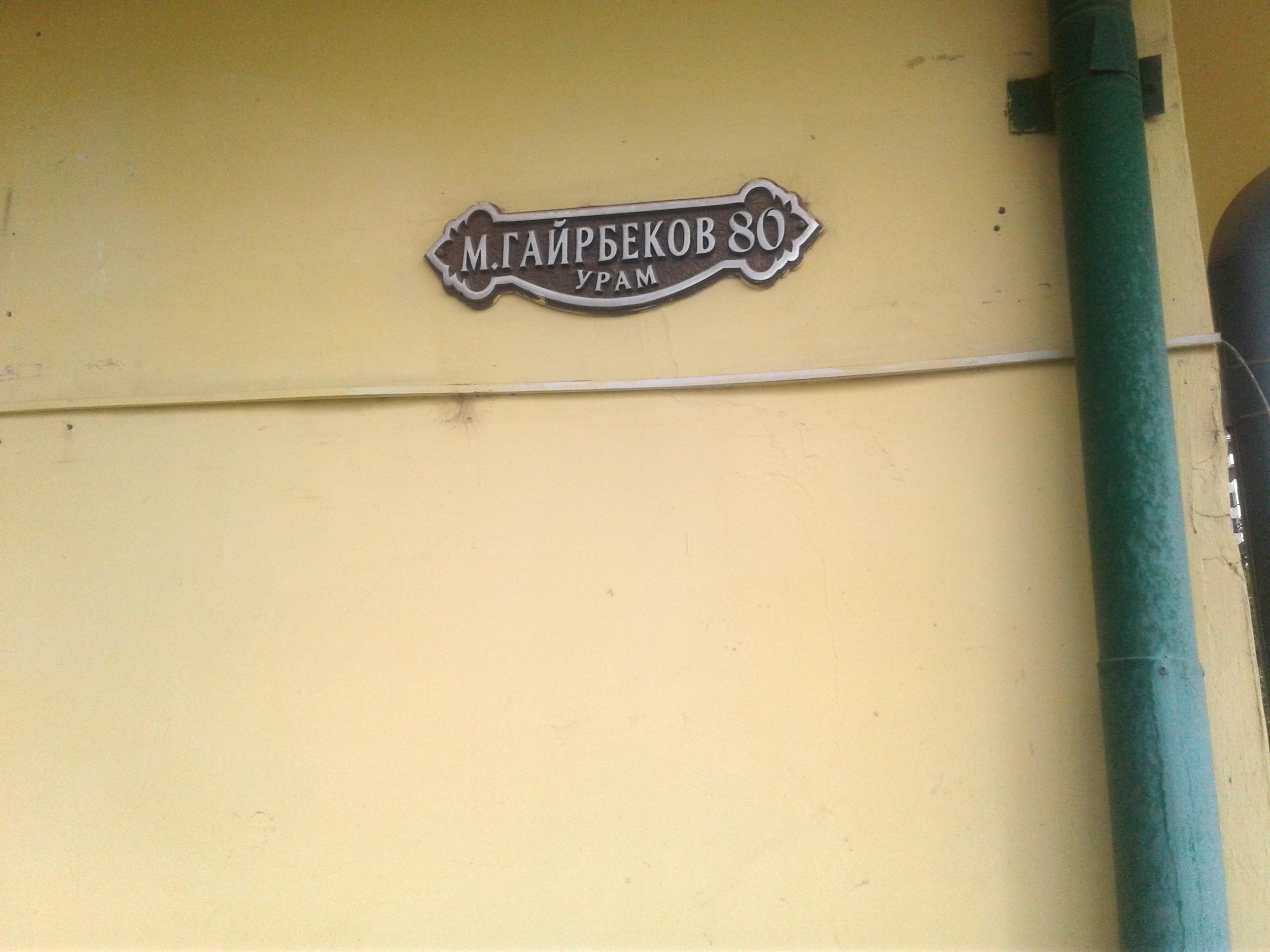
Улица Гайрбекова в Грозном.

Гайрбеков обивал пороги Совета Министров СССР, чтобы получить разрешение и кредиты на строительство в республике жизненно важных объектов. Он говорил, что добываемая нефть и зерно, выращенное на полях республики, уходят, а культура и искусство народа остаются навсегда. При нём в Грозном появились новые учебные заведения, театры, музеи, филармония, музыкальные школы.
Он ходил на работу пешком и без охраны. Поэтому люди караулили его, чтобы поведать о своих проблемах и всегда находили понимание и поддержку.

## Награды
В 1962 году был награждён орденом Трудового Красного Знамени.

## Память

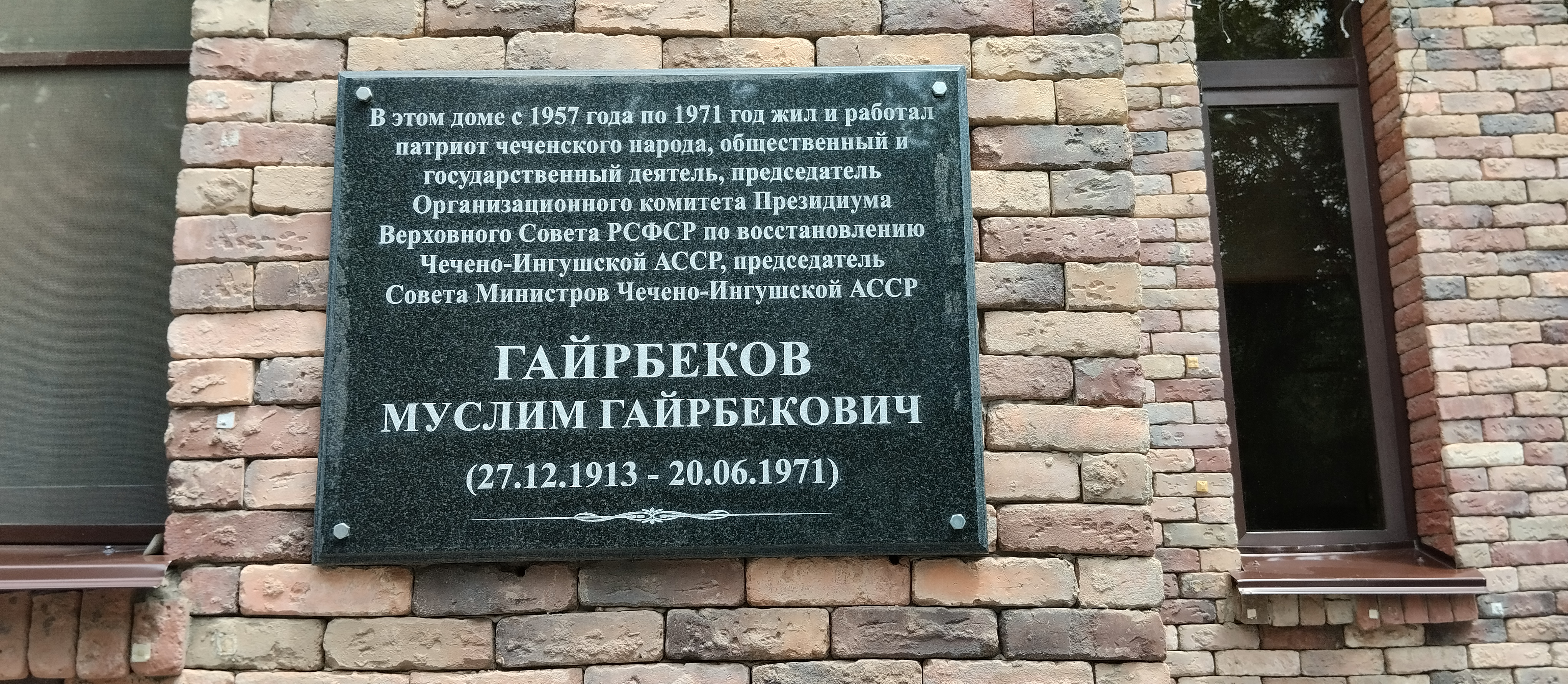
Мемориальная доска в честь Муслима Гайрбекова

Его именем названы улицы в Грозном, Валерике, Энгель-Юрте.
В 2005 году была издана книга М. Баснакаева «О Муслиме Гайрбекове».
На фасаде Барского дома установлена мемориальная доска в честь Муслима Гайрбекова:
В этом доме с 1957 по 1971 год жил и работал патриот чеченского народа, общественный и государственный деятель, Председатель организационного комитета Президиума Верховного Совета РСФСР по восстановлению Чечено-Ингушской АССР, председатель Совета Министров Чечено-Ингушской АССР Гайрбеков Муслим Гайрбекович (27.12.1913-20.6.1971).